# Pleșcuța (Arad)

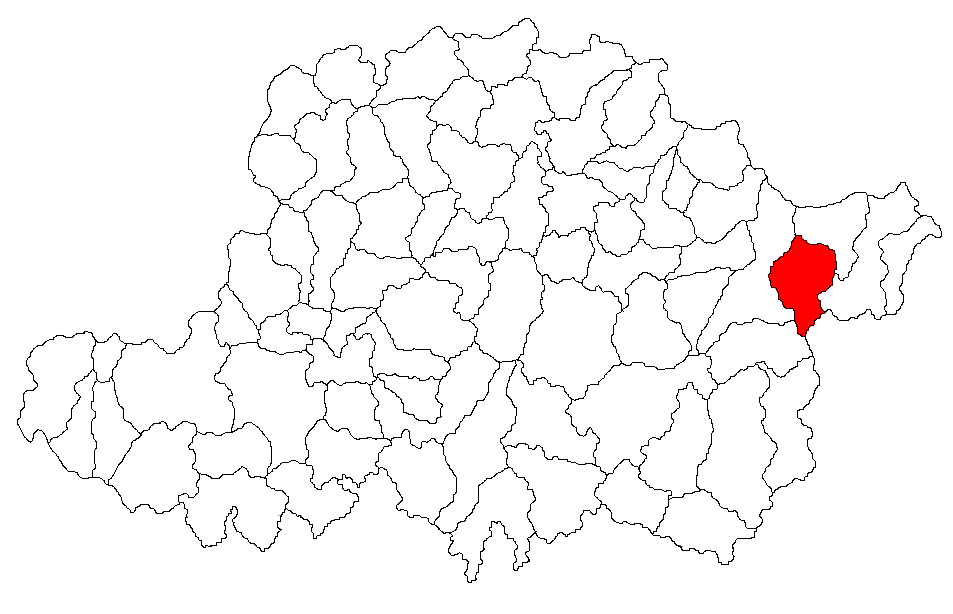
Lage der Gemeinde Pleșcuța im Kreis Arad

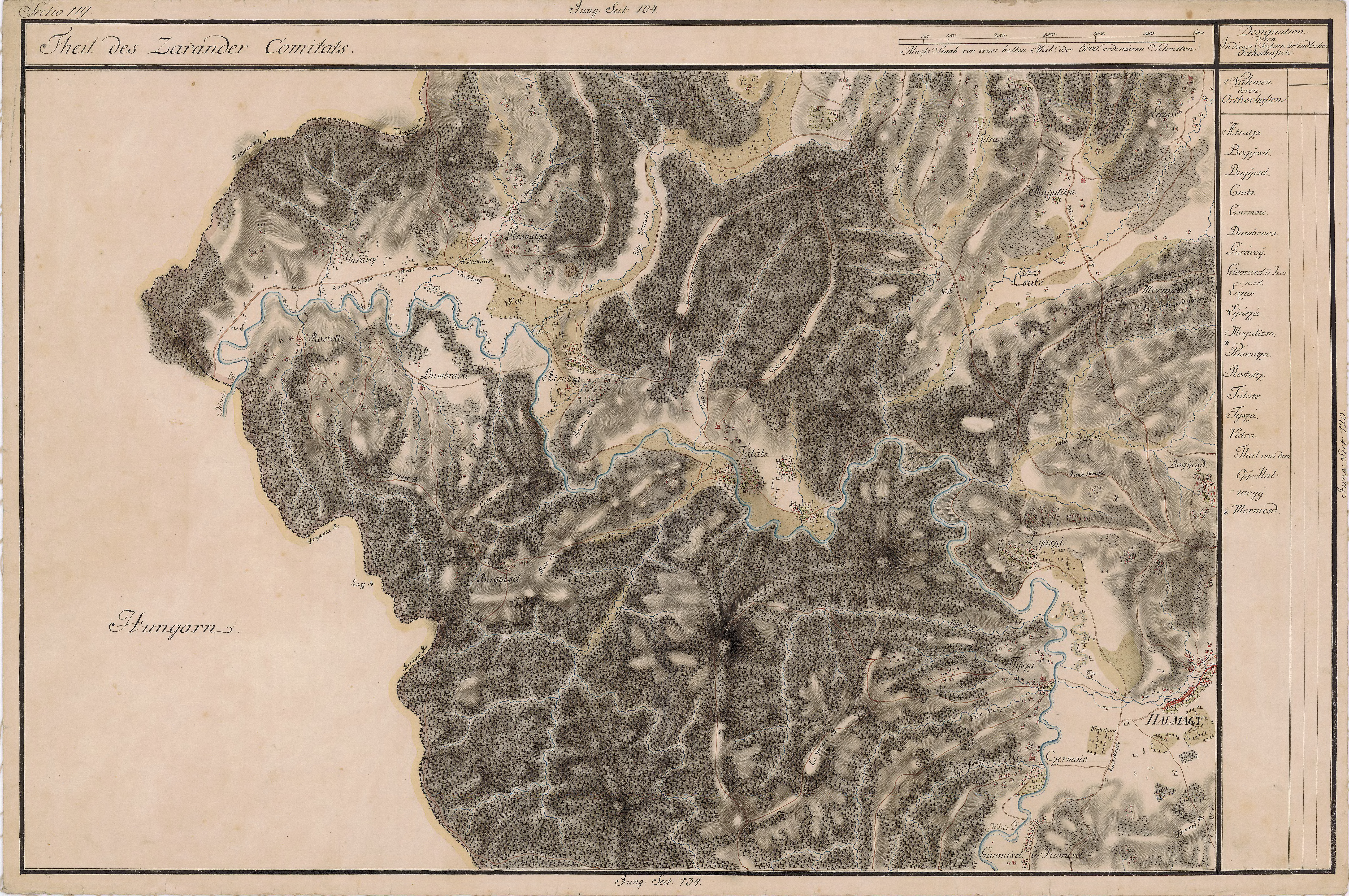
Pleșcuța (Peskutza) auf der Josephinischen Landaufnahme von 1782–1785.

Pleșcuța (ungarisch Peleskefalva) ist eine Gemeinde im Kreis Arad, im Kreischgebiet, im Westen Rumäniens. Zu der Gemeinde Pleșcuța gehören auch die Dörfer Aciuța, Budești, Dumbrava, Gura Văii, Rostoci und Tălagiu.

## Geografische Lage
Pleșcuța liegt im Osten des Kreises Arad, am Fuße des Codru-Moma-Gebirges im Siebenbürger Erzgebirge, in 116 km Entfernung von der Kreishauptstadt Arad.

## Nachbarorte
| Valea Mare | Zimbru, Vidra                               | Vârfurile |
| Feniș      | Kompassrose, die auf Nachbargemeinden zeigt | Bodești   |
| Rostoci    | Dumbrava                                    | Aciuța    |

## Geschichte
Die erste urkundliche Erwähnung von Pleszkuca stammt aus dem Jahr 1439.
Im Laufe der Jahrhunderte traten verschiedene Schreibweisen des Ortsnamens in Erscheinung: 1439 Pleszkuca, 1525 Pleska, 1760-762 Pleskucza, 1784 Pleskutza, Pliskotza, 1800 Pleskutza, 1817 Plefzkutza, 1827 Pleskutza, 1839 Pleskucza, 1839 Pleskutza, 1850 Pleskucza, 1850 Pleskutza, Pleskutza, 1857 Pleskutza, Plășcuța, 1863 Pleskucza, 1873, 1877 Pleskuca, 1882 Pleskuca, Pleskucza, Plescutia, 1891, 1893, 1900 Pleskucza, 1909 Pleșcuța, Pleskucza, 1910, 1913 Peleskefalva, 1921 Pleșcuța, Peleskefalva, 1925, 1932, 1956 Pleșcuța.
Nach dem Frieden von Karlowitz (1699) kam Arad und das Maroscher Land unter österreichische Herrschaft, während das Banat südlich der Marosch bis zum Frieden von Passarowitz (1718) unter Türkenherrschaft verblieb. Auf der Josephinischen Landaufnahme ist Pleskutza eingetragen. Infolge des Österreichisch-Ungarischen Ausgleichs (1867) wurde das Arader Land, wie das gesamte Banat und Siebenbürgen, dem Königreich Ungarn innerhalb der Doppelmonarchie Österreich-Ungarn angegliedert. Die amtliche Ortsbezeichnung war Pleskucza. Der Vertrag von Trianon am 4. Juni 1920 hatte die Grenzregulierung zur Folge, wodurch Pleșcuța an das Königreich Rumänien fiel.
Auf dem Areal der Gemeinde Pleșcuța befinden sich sechs Steinbrüche zur Gewinnung von Andesit. Ein Großteil der Einwohner arbeitet in den Steinbrüchen der Umgebung.

## Bevölkerungsentwicklung
| 1880 | 2930 | 2871 | 23 | 1 | 35 |
| 1910 | 3659 | 3558 | 92 | 1 | 8  |
| 1930 | 3348 | 3312 | 16 | 1 | 19 |
| 1977 | 2374 | 2373 | 1  | - | -  |
| 1992 | 1796 | 1792 | 2  | - | 2  |
| 2002 | 1498 | 1496 | -  | - | 59 |
| 2012 | 1008 | 976  | -  | - | 32 |